# Escudo de Guaranda
El escudo de armas de San Pedro de Guaranda es el símbolo heráldico que representa a la ciudad y al cantón Guaranda. El 7 de febrero de 1984, se aprobó la ordenanza por la cual se oficializó el Escudo.
Lo constituye un rombo de lados cóncavos y convexos, adornado por una cinta blanca que descansa en los bordes superiores de las curnocofias. En los extremos de esta cinta consta la fecha gloriosa en que Guaranda alcanzó la independencia del yugo español y en la parte central de la misma, consta la leyenda "Guaranda la soberbia, la ninfa de los Andes" frase elocuente con que cantara a su ciudad la poetisa laureada, Elisa Mariño de Carvajal.
El cuerpo del Escudo está dividido en tres cuarteles centrales enmarcados por dos cuernos de la abundancia , de cuyas bocas desbordan en forma generosa los productos de nuestra tierra feraz , ya de los picos de la Cordillera Andina , en sus hoyas serraniegas , ya de los cálidos valles del subtrópico que, como madre prolífica, nos entrega el café, el arroz, la caña de azúcar, la naranja y el banano. 
Sobre el cuartel superior, enmarcando el conjunto central, están dispuestas nueve estrellas de cinco puntas. La central , de mayor tamaño , representa a nuestra ciudad y las demás son la representación de las ocho parroquias rurales del Cantón. El cuerpo central, en el cuartel superior que abarca toda la amplitud horizontal, presenta al impoluto Chimborazo como centinela eterno de sus luchas y a quien corona la nívea blancura de los hielos perpetuos como símbolo de perennidad de sus caras conquistas.
Teniendo como fondo celeste de nuestro cielo , en la parte media encontramos al Sol, generador de vida que con sus rayos dorados genera riqueza y cubre de oriente a poniente, todos los rincones del cantón, donde sentaron sus plantas los indómitos Tomabelas (Ayllu Simiátug, Salinas), Warankas. En el primer plano de este cuartel se hallan dibujadas las siete colinas: San Jacinto, Cruz Loma, Loma de Guaranda, El Calvario, San Bartola, Tililac y Talalac, que como en la Roma Eterna, son el marco de honor y centinelas de nuestra ciudad.
En el cuartel inferior izquierdo, sobre un fondo rojo sangre, se encuentra una rama de laurel, que simboliza los sin números triunfos conseguidos a través de su preclara historia. Allí están latentes el glorioso 10 de noviembre de 1820, con Pedro Tobar Erazo y Josefina Barba Ch., los héroes de Tanizahua, el 7 de mayo de 1860 y el 9 de abril de 1895. Allí está el recuerdo inmarcesible del 15 de mayo de 1884. Allí están hablándonos de su estoicismo el Coronel Don Manuel de Echeandía, la Coronela Doña Joaquina Galarza, el Coronel Don Manuel Páliz, el Capitán Nicasio González, entre otros pundonorosos militares de nuestro cantón. En el cuartel inferior derecho y sobre un fondo azul puro, tenemos la pluma como símbolo de cultura, que ha tenido las más felices expresiones en esta tierra, porque si es pequeña la extensión material de nuestros campos, es inmensa la producción que en el campo de las letras han alcanzado, con exponentes de la talla de nuestros próceres Ángel Polibio Chávez y Gabriel Ignacio Veintimilla, a más de otros valores que han cantado con ternura y altivez la grandeza de nuestra tierra.